# Barellan
Barellan är en ort i Australien. Den ligger i kommunen Narrandera och delstaten New South Wales, i den sydöstra delen av landet, omkring 430 kilometer väster om delstatshuvudstaden Sydney. Barellan ligger 158 meter över havet och antalet invånare är 366.
Trakten runt Barellan är nära nog obefolkad, med mindre än två invånare per kvadratkilometer.. Barellan är det största samhället i trakten.
Trakten runt Barellan består till största delen av jordbruksmark. Genomsnittlig årsnederbörd är 523 millimeter. Den regnigaste månaden är februari, med i genomsnitt 82 mm nederbörd, och den torraste är oktober, med 20 mm nederbörd.